# Bayerische Bierstraße
Die Bayerische Bierstraße verläuft derzeit von der Stadt Ingolstadt ausgehend durch die Landkreise Neuburg-Schrobenhausen, Pfaffenhofen an der Ilm und Kelheim. Weitere Routen sind angedacht.
Sie verbindet zahlreiche Brauereien und Museen (u. a. das Brauereimuseum des Klosters Ettal) und demonstriert Reinheits- und Herstellungstechniken.

## Topografie
Die Bayerische Bierstraße führt größtenteils durch das weltgrößte zusammenhängende Hopfenanbaugebiet Hallertau. Im Westen verläuft die Straße im Spargelanbaugebiet Schrobenhausen.

## Varianten
Ausgehend von Ingolstadt (Deutsches Reinheitsgebot) führt die Route in verschiedenen Varianten z. B. nach Wolnzach (Deutsches Hopfenmuseum), Neuburg an der Donau (Stadtschloss) oder Beilngries (Brauerei-Museum) hin zu mehreren Brauereien.
Weitere mögliche Ziele sind unter anderem das Kloster Weltenburg am Donaudurchbruch und der Kurort Bad Gögging.

## Tourismus
Die Bayerische Bierstraße kann sowohl zu Fuß, wie auch mit dem Fahrrad oder dem Pkw erkundet werden. Die entsprechenden Wege und Straßen sind ausgewiesen.